# Peter Petersen

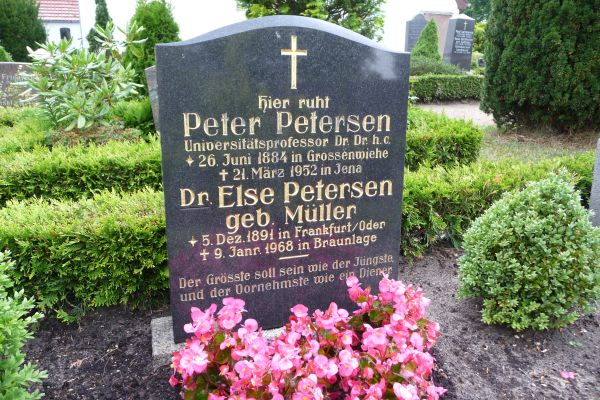
Tomba de Peter Petersen.

Peter Petersen (Grossenwiehe, prop de Flensburg 26 de juny de 1884 - Jena 21 de març de 1952) va ésser un filòsof i pedagog alemany creador del Pla Jena.

## Biografia
Fill d'una família de grangers va néixer a Grossenwiehe, prop de Flensburg, l'any 1884. Era el gran de nou germans. La vida a una explotació agrícola portada per una família extensa demandava l'ajut i la cooperació mutus. Ambient i forma de treballar que recull en les seves propostes educatives renovadores. Estudià a l'escola unitària de Grossenwiehe i el pastor del poble el preparà per anar al Königliches Gymnasium. Es graduà en aquest centre d'educació secundària a Flensburg l'any 1904. Després, el jove graduat va estudiar a les universitats de Leipzig, Kiel i Copenhaguen i a la "Royal Acadèmia a Posen". El maig de 1908 es va doctorar, a la Universitat de Jena, amb una tesi sobre la filosofia de Wilhelm Wundt.
L'any 1909 superà l'examen estatal per a l'ensenyament a les escoles superiors. El 1911 entrà al Johanneum per ser professor de religió protestant, anglès, història, propedèutica filosòfica i hebreu. Tot actuant per modernitzar i reformar el treball i la vida escolar. El maig de 1920 ser director de la Realschule d'Hamburg-Winterhude, una escola d'avantguarda educativa.
L'agost de 1923 va ser nomenat catedràtic de pedagogia de l'estatal Universitat de Jena. Allà després de proves i treballs experimentals a l'escola, plantejà l'anomenat Pla Jena, que va ser una de les referències educatives del seu temps. La qual va atreure pedagogs alemanys i estrangers, entre ells Célestin Freinet, per conèixer els plantejaments educatius de Petersen.
En l'arribada del nazisme al poder, col·laborà educativament amb el règim hitlerià. Després de la derrota de Hitler, restà a la República Democràtica Alemanya, la part del país germànic que restà sota l'influx de la Unió Soviètica. El 1946 s'afilià al Partit Socialdemòcrata d'Alemanya (SPD) que pocs mesos després fou absorbit dins el Partit Comunista d'Alemanya (KPD). La seva pedagogia rebé dures crítiques des del comunisme. El 1950 la seva escola experimental de la Universitat de Jena fou clausurada i se li impedí la docència. Els seus intents de trobar lloc a la vida universitària a Occident van fracassar. Decebut i esgotat, Petersen va morir a l'hospital universitari de Jena el 1952.

## Propostes educatives
Peter Petersen volia centrar l'acció educativa en el desenvolupament de l'infant, integrar l'aprenentatge cognitiu, psicomotor i socioafectiu, d'interessar-se tant per la motivació com per la socialització, d'associar moments de comunicació entre iguals amb temps de treball individualitzats. Respectant el ritme i les necessitats de cadascú. Trencant l'organització tradicional i prenent la forma de "classes verticals" on es valora sistemàticament l'ajuda mútua. Peter Petersen també és partidari d'un enfocament educatiu que intenta articular de prop la reflexió sobre els principis, l'observació dels nens, les prescripcions pedagògiques i l'avaluació dels efectes.
L'escola que proposa el pedagog és un tipus d'escola comunitària sorgida a Alemanya sota la inspiració de G. Kerschensteiner, organitzades en stammgrupepen o grups troncals amb objectius concrets, on Peterson s'esmerçà en conjuminar el desenvolupament personal amb el sentit de pertinença i la cohesió social. La base de les seues concepcions pedagògiques és la humanització de l'individu.
Entenia la pedagogia comunal tan oposada a la pedagogia social com a la pedagogia individual. Basada en una comunitat dinàmica organitzada en completa llibertat dels seus membres entorn de quelcom espiritual i subordinats a aquesta idea. Considera Petersen que l'educació és el que produïx la peculiaritat humana. Per l'educació, que és una funció tan originària com el desenvolupament de la vida, es produeix la perfecció d'aquesta humanització. Però aquest plantejament pedagògic forma, també part d'una militància constant de Peterson a favor del pangermanisme que el convertí en un partidari del nazisme.

## Obres
- Die Neueuropäische Erziehungsbewegung, 1924
- Wilhelm Wundt und seine Zeit, 1925
- Schulleben und Unterricht einer freien allgemeinen Volksschule nach den Grundsätzen Neuer Erziehung 1925
- Der Kleine Jena-Plan, 1927
- Führungslehre des Unterrichts, 1937
- Die Praxis der Schulen nach dem Jena-Plan, 1934